# بسامد فضایی

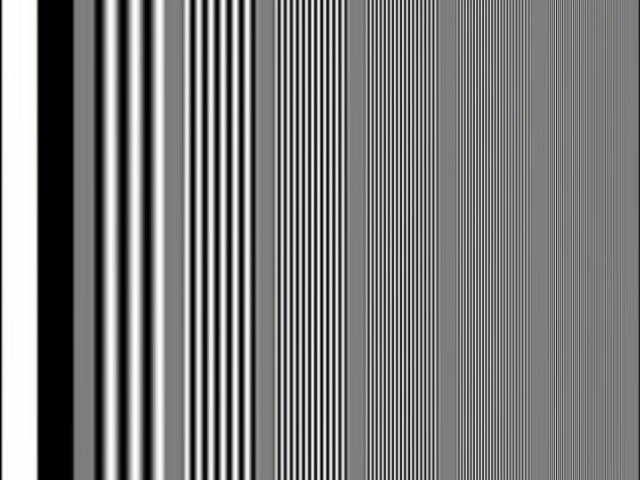
در این تصویر از چپ به راست فرکانس فضایی در حال افزایش است.

فرکانس فضایی یک کمیت فیزیکی است. یکای این کمیت سیکل بر متر است و دیمانسیون L−۱ دارد.
از این کمیت در مباحثی چون پردازش تصاویر، تابع انتقال مدولاسیون، و تبدیلات فوریه استفاده می‌شود.
در فیزیک پزشکی این کمیت شدت سیگنال سینوس واری است که به صورت دوره یا خط جفت در واحد میلی‌متر بیان می‌گردد (lp/mm یا cycles/mm).